# Mohamed Abdelaziz
Mohamed Abdelaziz (17. srpna 1947 – 31. května 2016) byl generální tajemník Fronty Polisario a prezident Saharské arabské demokratické republiky, státu s částečným mezinárodním uznáním. Vzhledem k tomu, že většina území Západní Sahary je pod kontrolou Maroka, vykonával svůj úřad v exilu v alžírském městě Tindúf.
O jeho místě narození se vedly spory. Podle vlastního oficiálního životopisu se narodil ve Smaře, marocké zdroje však zpochybňují jeho saharský původ tvrzením, že pochází z Marrakéše a jeho otec byl důstojníkem marocké armády. Absolvoval univerzitu v Rabatu a vstoupil do Fronty Polisario, usilující o nezávislost Západní Sahary. Po obsazení země marockými vojsky odešel do exilu a v roce 1976 byl zvolen předsedou Revoluční rady a tedy hlavou státu, roku 1982 se funkce oficiálně přejmenovala na prezidenta republiky. V roce 2015 se začaly objevovat spekulace o jeho zhoršujícím se zdraví a možném odstoupení z funkce, rakovině plic podlehl následující rok. Hlavou státu byl téměř 40 let, a stal se tak nejdéle vládnoucím prezidentem v Africe.
Ve funkci se mu podařilo dosáhnout přijetí SADR do Organizace africké jednoty v roce 1982. Pod jeho vedením se Polisario původně orientovalo na země sovětského bloku, po jeho rozpadu začal hledat spojence i na Západě.
Účastnil se jednání o Bakerově plánu, který roku 2001 iniciovala Organizace spojených národů a který měl vést k referendu o nezávislosti Západní Sahary, nepodařilo se však dospět k dohodě. Označoval se za umírněného muslima a sekulárního nacionalistu, odsoudil teroristické útoky 11. září 2001.